# A Deeper Understanding
A Deeper Understanding (en español: Una comprensión más profunda) es el cuarto álbum de estudio de la banda de rock estadounidense The War on Drugs, publicado el 25 de agosto de 2017 a través de Atlantic. El título del álbum fue influenciado por la canción de Kate Bush de mismo nombre. Fue galardonado como mejor álbum rock en los Premios Grammy de 2018.

## Recepción
El álbum recibió críticas positivas casi unánimes. En Metacritic, el cual asigna un puntaje normalizado sobre 100 a reseñas de críticos, recibió una puntuación promedio de 81, esto basado en 33 críticas, indicando aclamación universal. Según Marcy Donelson de AllMusic, A Depper Understanding "reclama y explora los distintivos sonidos escapistas, profundidad y mordaz psique de Lost in the Dream, y que eso en sí es significativo". En el mismo sitio, en una encuesta de  lectores fue posicionado en la primera ubicación de los mejores álbumes de 2017. Mark Richardson de Pitchfork notó semejanzas con el rock de a mediados de los '80s, declarando "es también un fascinante estudio en influencia; es difícil pensar de una banda con más obvias inspiraciones que también pueda sonar tan original." Michael Bonner de la revista Uncut lo describió como "algunos de los más ricos, convincentes y la menor música solitaria en la carrera de Granduciel ".
En una reseña menos entusiasta para Slant Revista, Josh Goller nota: "las letras del álbum, aun así, no puede equiparar el mismo nivel de precisión musical, y Granduciel a menudo repite demasiado los clásicos sentimientos vagos utilizando imaginería raída."
Fue nominado para Álbum Internacional del Año en el 2018 Reino Unido Americana Premios.
En el 60.º Anual Grammy Premios, A Deeper Understanding ganó el Premio Grammy al mejor álbum Rock.

### Reconocimientos
| Publicación      | Lista                                     | Rango | Ref.   |
| ---------------- | ----------------------------------------- | ----- | ------ |
| Drowned in Sound | Álbumes favoritos de 2017                 | 96    | [ 20 ] |
| Exclaim!         | Superior 20 Rock & de Pop Álbumes de 2017 | 9     | [ 21 ] |
| The Independent  | Los 30 Álbumes Mejores de 2017            | 29    | [ 22 ] |
| NME              | NME Álbumes del Año 2017                  | 39    | [ 23 ] |
| Pitchfork        | Los 50 Álbumes Mejores de 2017            | 11    | [ 24 ] |
| RIOT Mag         | Los álbumes del DISTURBIO Del Año 2017    | 9     | [ 25 ] |
| Stereogum        | Los 50 Álbumes Mejores de 2017            | 6     | [ 26 ] |
| Uncut            | 75 Álbumes Mejores de 2017                | 2     | [ 27 ] |
| Vinyl Me, Please | Los 30 Álbumes Mejores de 2017            | 12    | [ 28 ] |

## Lista de canciones
Todas las canciones escritas y compuestas por Adam Granduciel, excepto donde se especifique. 
| N.º   | Título                 | Música                     | Duración |  |
| 1.    | «Up All Night»         |                            | 6:23     |  |
| 2.    | «Pain»                 |                            | 5:30     |  |
| 3.    | «Holding On»           | Granduciel, Robbie Bennett | 5:50     |  |
| 4.    | «Strangest Thing»      |                            | 6:40     |  |
| 5.    | «Knocked Down»         |                            | 4:00     |  |
| 6.    | «Nothing to Find»      |                            | 6:10     |  |
| 7.    | «Thinking of a Place»  |                            | 11:10    |  |
| 8.    | «In Chains»            |                            | 7:20     |  |
| 9.    | «Clean Living»         |                            | 6:28     |  |
| 10.   | «You Don't Have to Go» |                            | 6:42     |  |
| 66:13 |                        |                            |          |  |

## Posicionamiento en listas
| Listas (2017)                           | Mejor posición |
| --------------------------------------- | -------------- |
| Alemania (Offizielle Top 100)           | 12             |
| Australia (ARIA)                        | 5              |
| Austria (Ö3 Austria)                    | 13             |
| Bélgica (Ultratop Flanders)             | 1              |
| Bélgica (Ultratop Wallonia)             | 9              |
| Canadá (Billboard)                      | 8              |
| Dinamarca (Hitlisten)                   | 10             |
| Escocia (OCC)                           | 2              |
| España (PROMUSICAE)                     | 9              |
| Estados Unidos (Billboard 200)          | 10             |
| Estados Unidos (Top Alternative Albums) | 2              |
| Estados Unidos (Top Rock Albums)        | 2              |
| Finlandia (Suomen virallinen lista)     | 9              |
| Francia (SNEP)                          | 94             |
| Irlanda (IRMA)                          | 4              |
| Italia (FIMI)                           | 85             |
| Nueva Zelanda (RMNZ)                    | 6              |
| Noruega (VG-lista)                      | 6              |
| Países Bajos (Album Top 100)            | 2              |
| Portugal (AFP)                          | 5              |
| Reino Unido (UK Albums Chart)           | 3              |
| Suecia (Sverigetopplistan)              | 6              |
| Suiza (Schweizer Hitparade)             | 11             |

| Listas (2017)               | Posición |
| --------------------------- | -------- |
| Bélgica (Ultratop Flanders) | 10       |
| Estados Unidos (Billboard)  | 76       |
| Países Bajos (Top 100)      | 50       |

| Listas (2018)               | Posición |
| --------------------------- | -------- |
| Bélgica (Ultratop Flanders) | 22       |

| Listas (2019)               | Posición |
| --------------------------- | -------- |
| Bélgica (Ultratop Flanders) | 102      |

| Listas (2020)               | Posición |
| --------------------------- | -------- |
| Bélgica (Ultratop Flanders) | 182      |

## Certificaciones
| País (Certificador) | Certificación | Ventas certificadas |
| --- | ------------- | ------------------- |
| Bélgica (BEA) | Oro           | 10 000*             |
| Países Bajos (NVPI) | Oro           | 20 000^             |
| Reino Unido (BPI) | Plata         | 60 000^             |
| ^cifras de envíos basadas únicamente en la certificación xcifras no especificadas basadas únicamente en la certificación |               |                     |